# The Black Butterfly
Pour les articles homonymes, voir Black Butterfly.
Pour plus de détails, voir Fiche technique et Distribution.

The Black Butterfly est un film muet américain réalisé par Burton L. King, sorti en 1916.

## Fiche technique
- Titre : The Black Butterfly
- Réalisation : Burton L. King
- Scénario : Wallace Clifton, Olga Petrova, Lillian Case Russell
- Photographie : André Barlatier
- Producteur :
- Société de production : Popular Plays and Players Inc.
- Société de distribution : Metro Pictures Corporation
- Pays d'origine :  États-Unis
- Langue : Anglais
- Métrage : 1 500 m
- Format : Noir et blanc — 35 mm — 1,33:1 — Muet
- Genre : Film dramatique
- Durée : 50 minutes
- Dates de sortie : 
  -  États-Unis : 4 décembre 1916

## Distribution
- Olga Petrova : Sonia Smirnov / Marie, la fille du couvent
- Mahlon Hamilton : Alan Hall
- Tony Merlo : Girard
- Count Lewenhaupt : Lahcaise
- Edward Brennan : Lord Braislin
- Violet Reed : Lady Constance Braislin
- Jack Hopkins : Don Luis Maredo
- Morgan Jones : Peter, le père de Sonia
- Norman Kerry : Vladimir
- Roy Pilcher : Gaston Duval
- Evelyn Dumo : Ciel, la femme de chambre de Sonia